# Atik Ismail
Atik Ismail (ur. 5 stycznia 1957 roku w Helsinkach) – fiński piłkarz, niegdyś grający na pozycji pomocnika. W latach 1977–1984 26 razy wystąpił w reprezentacji narodowej, strzelając 7 bramek.
Urodził się w rodzinie fińskich Tatarów. Jest wychowankiem klubu HJK Helsinki, do którego szkółki trafił w wieku 10 lat. Do tego klubu wielokrotnie wracał w ciągu piłkarskiej kariery, reprezentował również barwy innych fińskich klubów. Grał także w tureckim Beşiktaş JK i belgijskim RSC Anderlecht. Po zakończeniu kariery próbował sił jako komentator sportowy, pracował także jako trener drużyn młodzieżowych oraz klubów z niższych klas rozgrywkowych. Wystąpił także w kilku serialach telewizyjnych, w których grał samego siebie. Obecnie (maj 2008) jest trenerem trzecioligowego klubu PK-37.
W 1978 i 1981 roku zdobywał mistrzostwo Finlandii, w 1981 i 1984 – Puchar Finlandii.